# Lelio

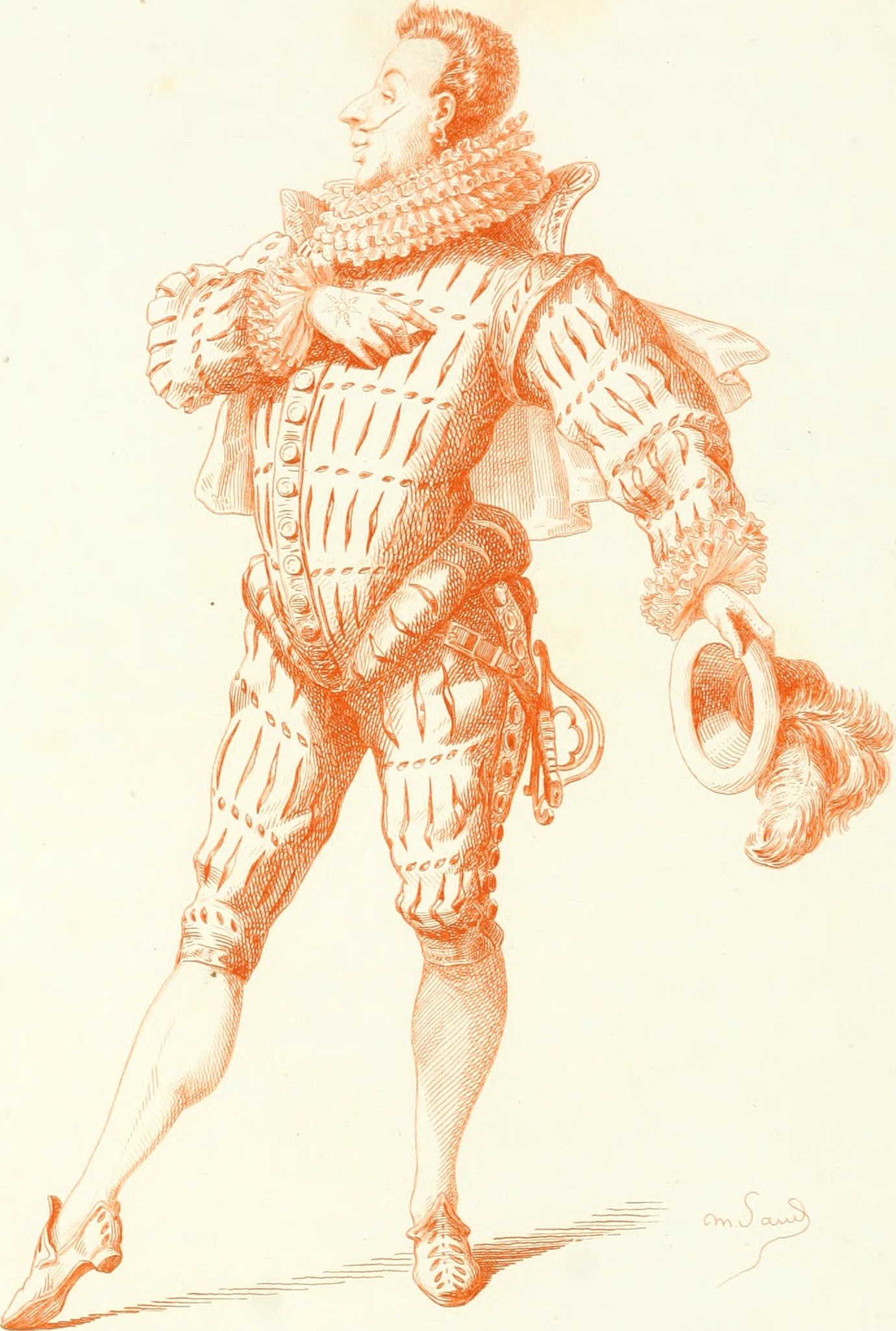
Representación de Lelio por Maurice Sand, en su libro Masques et bouffons; comédie italienne (1862)

Lelio es un personaje de la comedia del arte dentro del grupo de los «innamorati» (enamorados). Popularizado por el actor Giambattista Andreini en el siglo xvii, se corresponde con otras denominaciones (como Leandro, Florindo o Lindoro) y suele formar pareja con las Isabellas, Rosauras, Angélicas o Florindas.

## Personalidad
Como el resto de los innamorati –en general arquetipos planos y elementales–,  Lelio, suele aparecer sin máscara, humanizado frente a los mimos, bufónes y fantoches que le rodean en el escenario, pero sin definición psicológica ni fuerza satírica o crítica.
Además de su presencia en el elenco básico de los «canovacci», aparece en obras de Goldoni como El embustero, La criada adicta, Los chismorreos de las mujeres o «La putta onorata» (1748) o «La donna vendicativa» (1753), y en El bandido Lelio de Giambattista Andreíni.

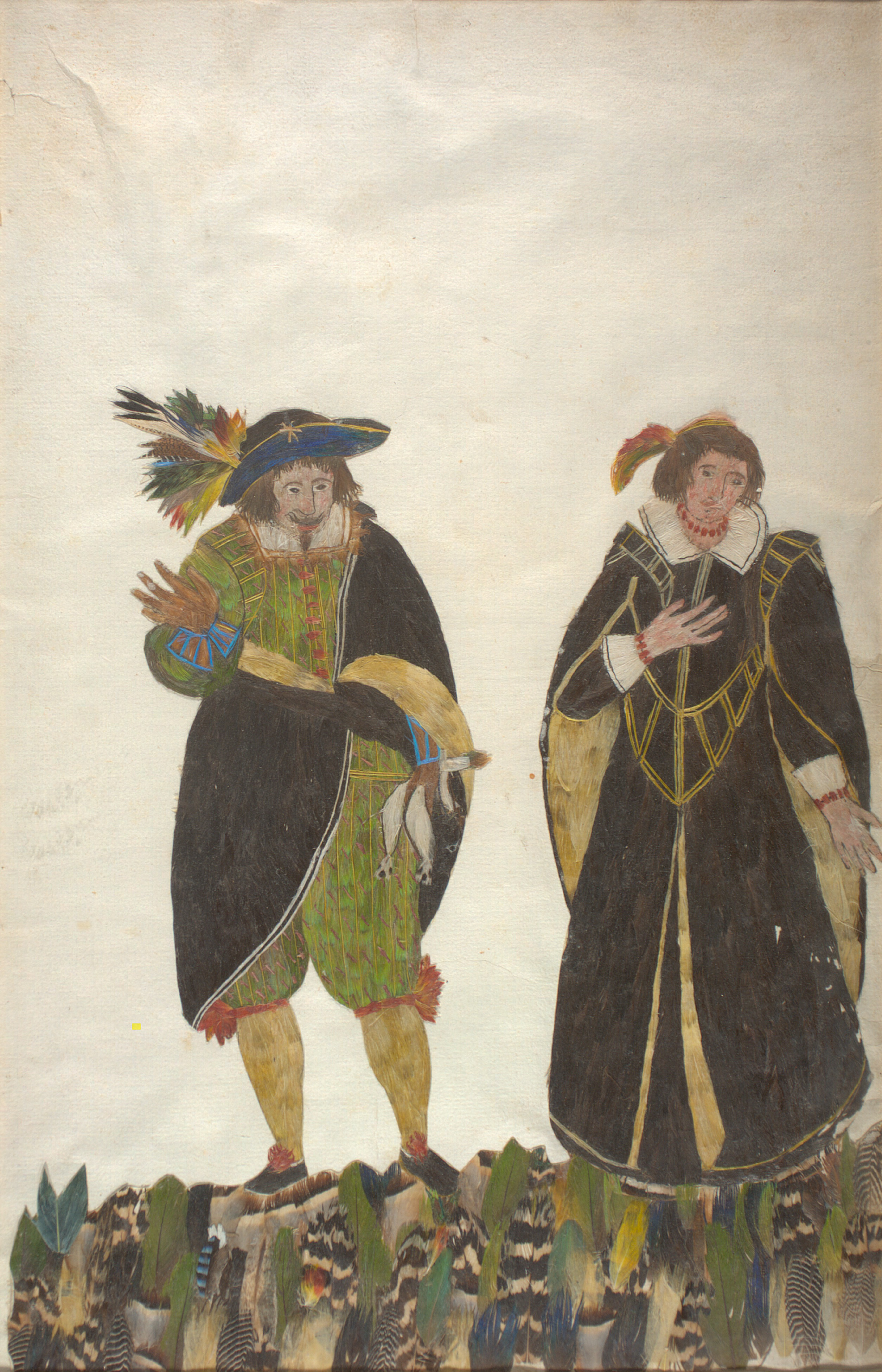
Lelio y Florinda en El libro de la pluma (1618), una serie de imágenes compuestas con plumas de aves. El creador fue Dionisio Minaggio, Jardinero Jefe del Ducado de Milán.